# Brukande av osann urkund
Brukande av osann urkund är ett brott enligt svensk lag. I brottsbalken 15 Kap. (Om mened, falskt åtal och annan osann utsaga) 11 § föreskrivs:
"Lämnar någon i intyg eller annan urkund osann uppgift om vem han är eller om annat än egna angelägenheter eller upprättar någon för skens skull urkund rörande rättshandling, dömes, om åtgärden innebär fara i bevishänseende, för osant intygande till böter eller fängelse i högst sex månader. Är brottet med hänsyn till att det innefattar missbruk av tjänsteställning eller eljest att anse som grovt, skall dömas till fängelse i högst två år.
Den som åberopar eller eljest begagnar osann urkund som avses i första stycket, dömes, om åtgärden innebär fara i bevishänseende, för brukande av osann urkund enligt vad där sägs."